# Emboloecia
Emboloecia é um gênero de traça pertencente à família Arctiidae.